# Dickinson (hrabstwo Franklin)
Dickinson – miasto w Stanach Zjednoczonych, w stanie Nowy Jork, w hrabstwie Franklin.